# 파라과이의 국장

파라과이의 국장

파라과이의 국기 뒷면에 그려진 문장

파라과이의 국장은 파라과이를 상징하는 문장이다. 최초의 국장 디자인은 호세 가스파르 로드리게스 데 프란시아 독재 정권 시대였던 1820년에 제정된 국장이다.
하얀색 원 안에 있는 고리 바깥쪽에는 파라과이의 공식 명칭인 "파라과이 공화국"(República del Paraguay)이 스페인어로 쓰여져 있다. 고리 가운데에는 노란색 별이 그려져 있다. 별 왼쪽에는 야자나무 가지가 장식되어 있으며 별 오른쪽에는 올리브 가지가 장식되어 있다.
국장은 파라과이의 독립을 상징한다. 뒷면의 문장은 자유를 상징한다.

## 역대 파라과이의 국장

프란시아 독재 정권 시대에 사용된 파라과이의 국장 (1823년 ~ 1842년)
파라과이의 국장 (1842년 ~ 1990년)
파라과이의 국기 뒷면에 그려진 문장 (1842년 ~ 1990년)
파라과이의 국장 (1990년 ~ 2013년)
파라과이의 국기 뒷면에 그려진 문장 (1990년 ~ 2013년)

## 같이 보기
- 파라과이의 국기
- 파라과이